# Raspa

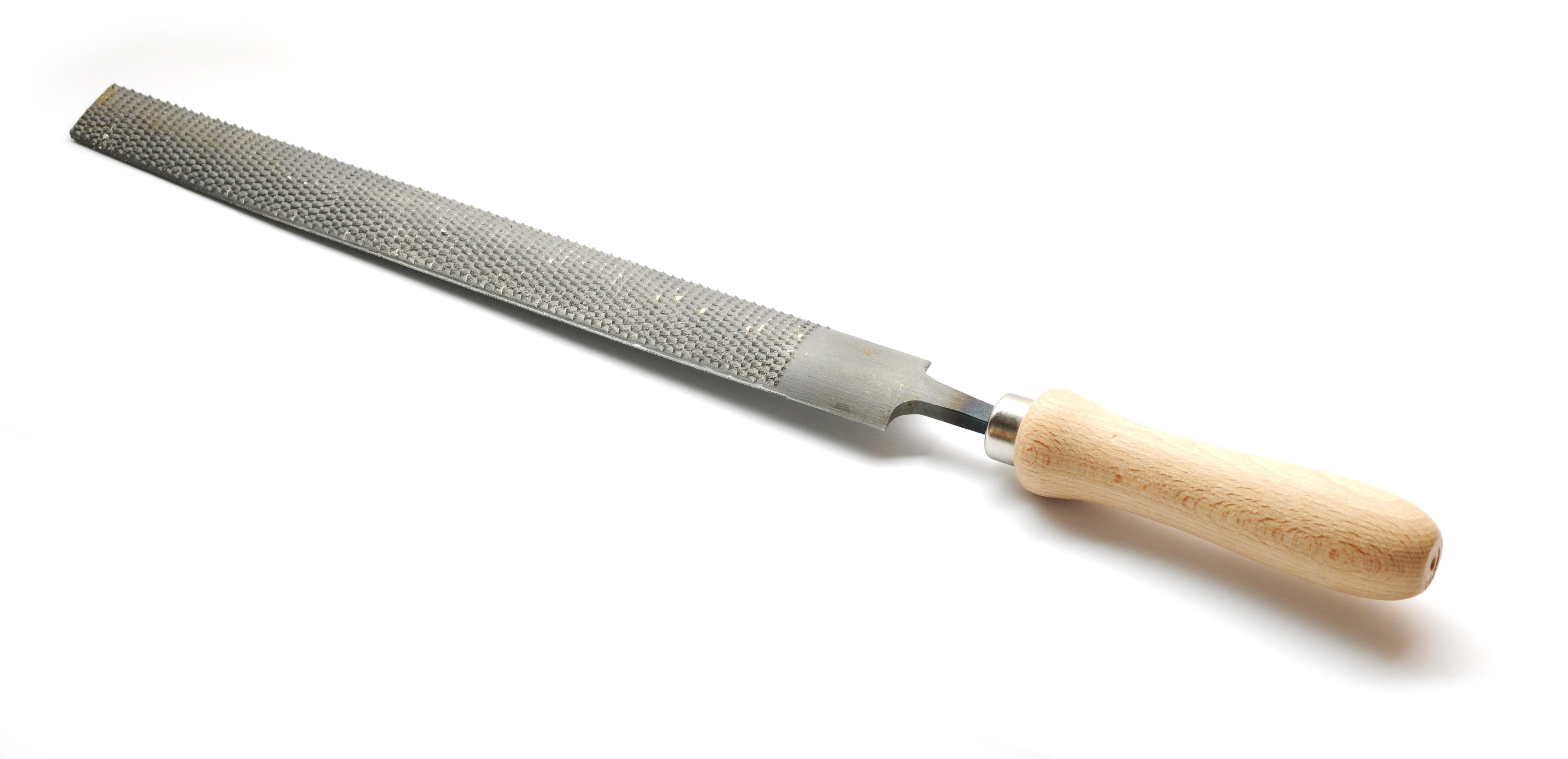
Raspa de fuster

La raspa és una eina de fusteria usada per perfilar la fusta. Consisteix d'una espiga o punta que s'insereix en un mànec, i una barra llarga d'acer estriada. La barra s'assembla a la d'una llima, excepte que té la superfície guarnida de dents triangulars o còniques, més sortints que les estries de la llima pròpiament dita, i serveix per a rebaixar o allisar fusta, os, banya, etc., mentre que la llima té més aplicació per als metalls. Són útils per eliminar amb rapidesa la fusta sortint de les superfícies corbes. Hi ha diversos tipus i formes com la semi-circular, la rodona i la plana.

## La raspa eina agrícola
La raspa, arpeta o pinta és també una eina en forma de pinta de mà, corbada i amb un petit mànec, usada per collir les olives. El procediment consisteix a agafar una branca carregada d'olives, col·locar la raspa en una punta i atreure-la per tal de fer caure les olives damunt de la borrassa.